# Dufauxia zikani
Dufauxia zikani là một loài bọ cánh cứng trong họ Cerambycidae.